# Gehrden
Gehrden er en by i Tyskland, som hører til Region Hannover og er beliggende i det historiske Calenberger Land.

## Historie
Gehrden nævnes første gang i år 1298 i skriftlige kilder.
Den 1. august 1971 foretoges en frivillig kommunesammenlægning med de 7 andre bydele for at danne storkommunen Gehrden.
Indtil 31. december 2004 hørte Gehrden til det tidligere Regierungsbezirk Hannover, som blev ophævet ligesom andre regierungsbezirke i Niedersachsen.

## Geografi
Gehrden grænser til Seelze, Hannover, Ronnenberg, Wennigsen (Deister) og Barsinghausen (i urviserens retning, begyndende mod nord).
Vest for bykernen ligger Gehrdener Berg med en højde på 158 m o.h. Højeste punkt er Benther Berg vest for byområdet Benthe i Ronnenberg og øst for bydelene Everloh og Northen. Dets højde er 179 m, og byen selv ligger i en højde på 70–90 m.

## Bydele
Til Gehrden hører følgende syv bydele: Lenthe, Northen, Everloh, Ditterke, Redderse, Leveste og Lemmie.